# Operculum (Gehirn)

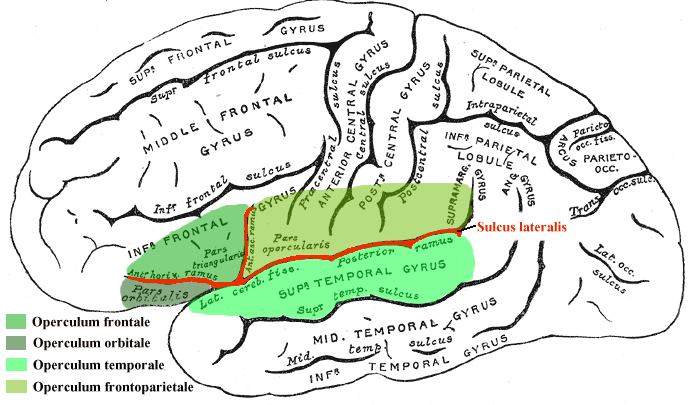
Operculum

Als Operculum (lat. „Deckel“) werden diejenigen Rindengebiete des Frontal- (Lobus frontalis), Schläfen- (Lobus temporalis) und Scheitellappens (Lobus parietalis) des Großhirns bezeichnet, die der seitlichen Hirnfurche (Sulcus lateralis, Syn. Fissura Sylvii) anliegen und die Inselrinde bedecken. Diese „Überdeckelung“ (Operkularisierung) der Insel entsteht durch das enorme Wachstum der drei Rindenlappen.
Je nach Zugehörigkeit zum entsprechenden Großhirnlappen wird das Operculum weiter untergliedert in:
- Operculum frontale: Es liegt zwischen Ramus anterior und Ramus ascendens des Sulcus lateralis.
- Operculum orbitale: Es liegt unterhalb des Ramus anterior.
- Operculum parietale: Es liegt oberhalb Sulcus lateralis, zwischen dessen Ramus ascendens und seinem hinteren Ende.
- Operculum temporale: Es liegt unterhalb des Sulcus lateralis.[2]

Operculum frontale und Operculum parietale werden auch als Operculum frontoparietale zusammengefasst, Operculum frontale und Operculum orbitale zum Operculum fronto-orbitale. Das Operculum frontale beinhaltet die Broca-Areale BA44 und BA45 und ist Sitz des motorischen Sprachzentrums.